# Société de l'électricité, de l'électronique et des technologies de l'information et de la communication
 (octobre 2014).
Si vous disposez d'ouvrages ou d'articles de référence ou si vous connaissez des sites web de qualité traitant du thème abordé ici, merci de compléter l'article en donnant les références utiles à sa vérifiabilité et en les liant à la section « Notes et références ».
Pour les articles homonymes, voir SEE.
La Société de l'électricité, de l'électronique et des technologies de l'information et de la communication (SEE) est une société savante française reconnue d'utilité publique héritière de la Société internationale des électriciens créée en 1883. Née pour assurer la promotion d'une technologie révolutionnaire, l'électricité, à la fin du XIXe siècle, l'Association a accompagné le rythme trépidant de ses découvertes, démultipliant par ses actions les effets des progrès accomplis. La SEE est restée fidèle à sa vocation initiale[passage promotionnel], tout en l'élargissant à l'électronique et aux technologies de l'information et de la communication. Elle fonctionne sous le régime de la loi du 1er juillet 1901.
La SEE a pour mission de rassembler les communautés de l’électrotechnique, de l’électronique, des télécommunications, du traitement de l'information et des domaines connexes. Son but est de permettre le développement de son niveau scientifique et technique, de promouvoir des domaines couverts auprès des pouvoirs publics et du grand public, de donner une reconnaissance internationale des sciences et des techniques françaises.
Son siège est au 18 rue Hamelin 75016 Paris.

## Historique
La SEE a connu différents noms durant toute son histoire. Elle est créée en 1883 sous l’appellation Société internationale des électriciens puis se transforme ensuite en Société française des électriciens (SFE) avant d'être reconnue d'utilité publique par un décret du 7 décembre 1886.
Elle fusionne le 1er janvier 1970 avec la Société française des électroniciens et radioélectriciens (SFER), dont la naissance remonte à 1921 sous le nom Société des amis de la TSF (elle fut dirigée par Richard Langlois-Berthelot, ingénieur en chef d'EDF). La nouvelle structure est baptisée Société des électriciens, des électroniciens et des radioélectriciens.
En 1985, l'association prend le nom de Société des électriciens et des électroniciens avant d'être rebaptisée Société de l'électricité, de l'électronique, et des technologies de l'information et de la communication en 2000. En 2008, elle a célébré ses 125 ans et a organisé à cette occasion 11 événements à Paris, en région et à Bruxelles.

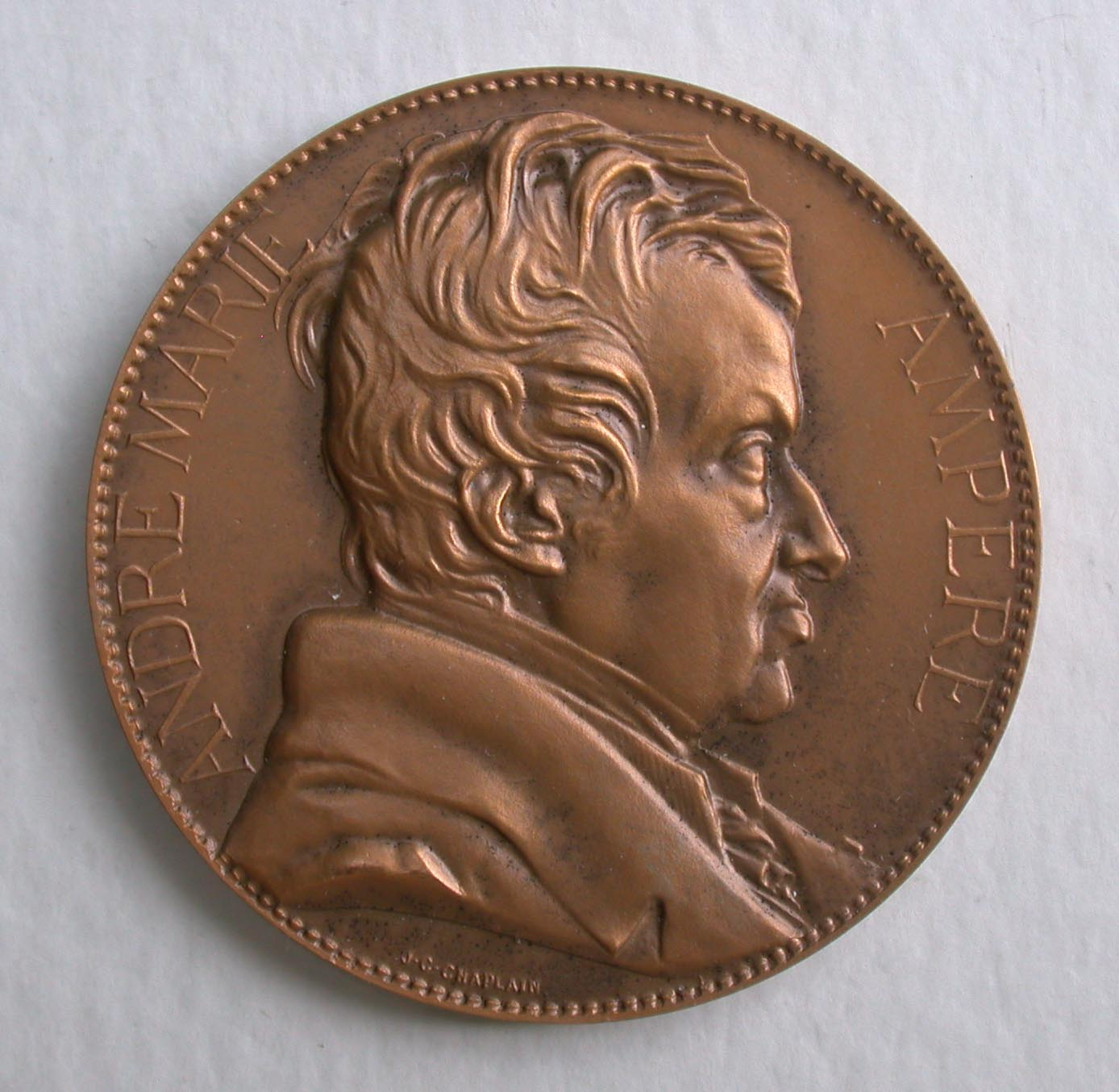
Médaille La Société française des électriciens. André-Marie Ampère (1775-1836). Graveur Jules Chaplain (1839-1909). Avers.
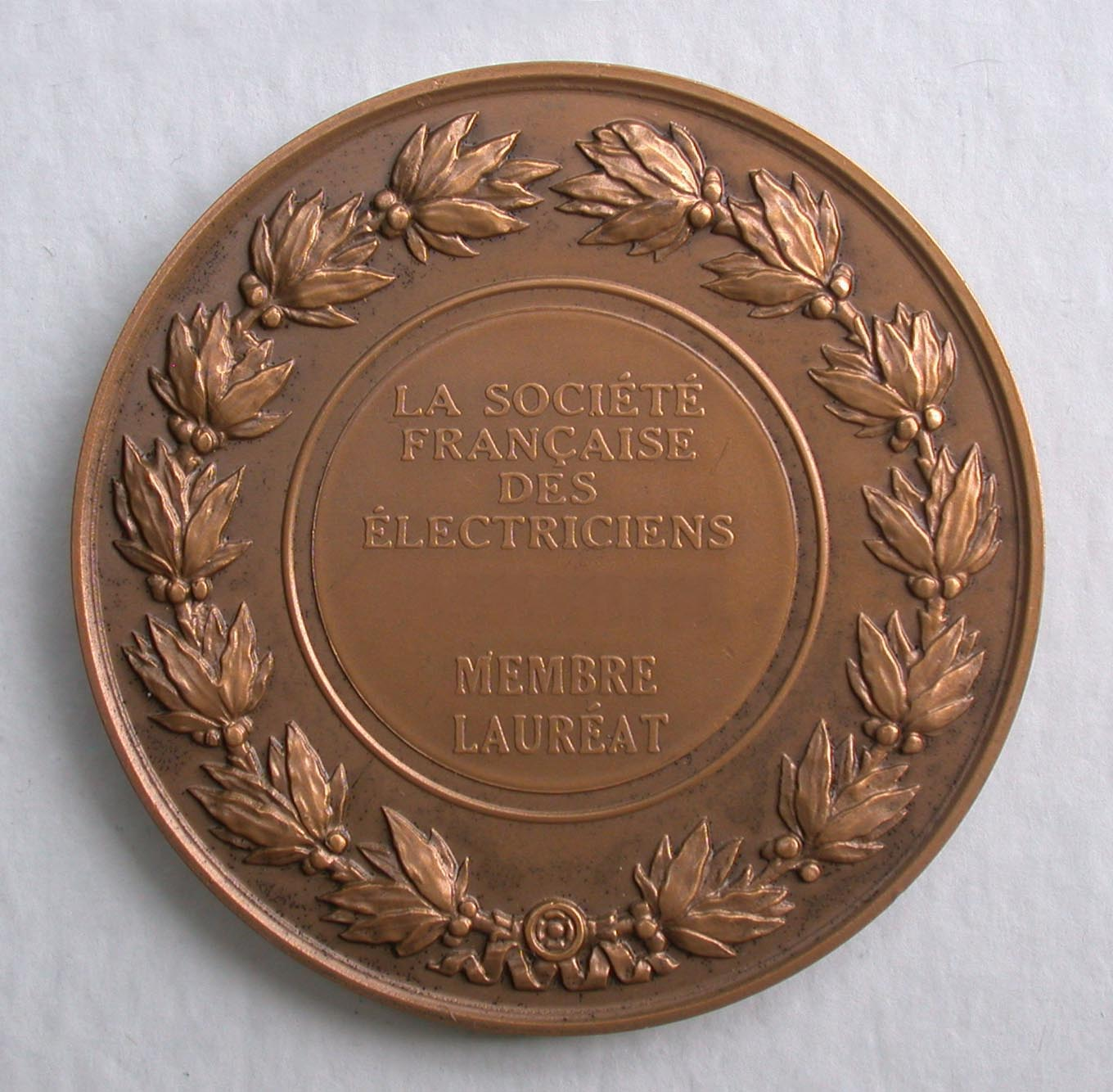
Médaille La Société française des électriciens. André-Marie Ampère (1775-1836). Graveur Jules Chaplain (1839-1909). Revers.

## La SEE dans son environnement
La SEE est fortement implantée dans les mondes industriel autant qu'académique liés aux domaines qu'elle couvre. Elle a ainsi passé des conventions avec plusieurs grandes entreprises.
En outre elle a établi de longue date des relations fortes avec d'autres associations telles que l'IEEE, l'IET. Elle finance la participation française à l'International Foundation for Information Processing (IFIP) par une cotisation annuelle qui permet aux chercheurs français en informatique de participer aux actions de l'IFIP et d'organiser des événements sur le sol national.
Elle est l'une des trois sociétés fondatrices de la Fédération française des sociétés savantes (F2S) avec la Société française de physique et la Société française d'optique.
Elle a des forts liens avec la Société des Amis d'André-Marie Ampère, société qui a pour but de contribuer à perpétuer la mémoire d'André-Marie Ampère et qui est chargé de la gestion du Musée Ampère à Poleymieux-au-Mont-d'Or à proximité de Lyon.

## Les événements organisés par la SEE
Au cœur des débats.
La SEE est à l'initiative d'une grande diversité de manifestations afin de répondre aux besoins du plus grand nombre de participants. C'est ainsi que conférences nationales et internationales, journées d'étude ciblées, ateliers, conférences, tables rondes conférences du soir répondent à la vocation de la SEE d'informer et de faire partager le "savoir" au sein des communautés scientifiques nationales et internationales de domaines spécifiques.
La SEE oriente ses actions plus particulièrement autour de 5 thématiques techniques et sociétales :
- développement durable (énergie, consommation, acceptabilité, pollution électromagnétique…)
- évolution démographique (mégalopoles, formation, vieillissement de la population…)
- mondialisation (transports, communications...)
- sécurité globale
- convergence des technologies de la SEE et des sciences du vivant.

### Congrès, conférences et Journées d'étude
La SEE organise régulièrement des Congrès internationaux, des conférences et des journées d'étude.
Ces manifestations sont l'occasion de contacts et d'échanges

### Distinctions et médailles
La SEE reconnaît ses membres les plus éminents en leur conférant les titres de membres séniors ou membres émérites. Les membres ordinaires peuvent faire acte de candidature pour le titre de membre sénior, la décision étant prise par la commission des distinctions et médailles. On ne peut devenir membre émérite en revanche que sur proposition par ses pairs, la même commission ayant la décision finale de l'attribution du titre.
Outre ces deux titres la SEE délivre des prix et médailles seule ou en commun avec d'autres associations.
Elle a ainsi créé le prix national jeunes André Blanc-Lapierre particulièrement destiné à reconnaître le meilleur rapport de stage de fin d'études pour des étudiants de Grandes Écoles scientifiques.
Elle a remet aussi la médaille André Blondel en hommage au grand scientifique André Blondel. Cette médaille est décernée chaque année à un scientifique de moins de 45 ans.
Depuis 1963, elle remet avec l'Unatrans le « Grand prix de l'électronique Général Ferrié » à un ingénieur ou chercheur, dégagé de ses obligations civiques qui a fait une contribution significative à la radioélectricité ou aux technologies associées.
Depuis 2008, elle remet un prix commun avec l'IEEE. Ce « prix Brillouin-Glavieu »x alterne en années paires (Brillouin) et impaires (Glavieux). Le prix Brillouin est plus particulièrement destiné à reconnaître des travaux significatifs dans les domaines de l'électricité, de l'électronique et des composants. Le prix Glavieux est plus particulièrement focalisé sur le traitement de l'information et du signal et les technologies de communication.
Elle remet aussi les prix Ampère et Thévenin dont la description peut être trouvée sur le site de l'Association.

## Présidents
- 2009-2013 : Paul Friedel
- depuis 2013 : François Gerin

## Les productions de la SEE

### La SEE édite trois revues

#### La REE
La Revue de l'Électricité et de l'Électronique est l'élément majeur de la communication scientifique de la SEE. Elle est le pont interdisciplinaire entre les spécialistes et les utilisateurs du large champ d'activités qu'elle représente : Énergie, Traitement du signal, Télécommunications, Automatique, Électronique, Composants, Instrumentation, NTIC...
Organe d'information reconnu, la REE offre une vision complète de l'état de l'art, l'évolution des techniques, leurs développements et applications. Elle est publiée 5 fois par an et est le reflet du savoir-faire des chercheurs et ingénieurs adhérents à la SEE.

#### La revue 3EI
La revue Enseigner l'électrotechnique et l'électronique industrielle (3E.I) est une publication trimestrielle du club technique Systèmes Industriels de la SEE. Elle est née en 1995 de la volonté des professionnels de l'enseignement et des ingénieurs de l'industrie qui ont associé leurs compétences et mêlé leurs expériences. Elle associe la science, son histoire, ses découvertes, ses aspects culturels, ses avancées et ses applications concrètes. Elle est destinée aux pédagogues pour faciliter l'enseignement et l'apprentissage de ces sciences et technologies. La revue 3E.I est un outil didactique dans les filières préparant à l'enseignement technique.

#### La revue e-STA
Lancée en 2003 la revue e-STA est une publication en ligne à vocation pédagogique et prospective consacrée aux sciences et techniques de l'automatique. Elle est accessible gratuitement après ouverture d'un compte de lecture sur le site de la revue. Elle relève du club technique "Automatique et Automatisation Industrielle" de la SEE.
Les thématiques couvertes sont : la modélisation-identification, la commande-optimisation, le traitement de l'information, le diagnostic-sûreté, ordonnancement-logistique, systèmes robotiques, méthodes heuristiques. Elle s'applique particulièrement aux domaines de l'aéronautique et spatial, automobile et transports, banque et économie, communication et réseaux, génie électrique, robotique, systèmes homme-machine.

## Une organisation matricielle en clubs techniques et groupes régionaux

### Les Clubs Techniques
Domaine Applications
- SE: Systèmes Électriques
- TT: Transports Terrestres
- SA:Systèmes Aérospatiaux
- SG:Sécurité Globale
- IB: Ingénierie Biomédicale

Domaine Technologie
- MET: Métrologie
- CO: Composants
- TE: Télécoms
- 2SR: Systèmes Radars, Sonars & Radioélectriques
- SOOS:Systèmes Optroniques d'Observation et de Surveillance
- ME: Matériels Électriques
- SI: Systèmes Industriels

Domaine Méthodologie
- SI2D: Signal, Image, Information, Décision
- AAI: Automatique et Automatisation Industrielle
- GL: Génie Logiciel
- SIC: Systèmes Informatiques de Confiance
- SC: Systèmes Complexes

Domaine Physique
- OP: Ondes et Propagation
- FO: Foudre

## SEE et Supelec
L'ancêtre de la SEE, la Société Internationale des Électriciens, a fondé l'école supérieure d'électricité (désormais appelée Supélec) en 1894. La SEE est l'un des quatre membres créateurs de l'association Supélec, forme juridique de l'école depuis 1987.